# Drigung (klooster)
Drigung, voluit Drigungtil Ogmin Jangchubling, ook wel Drikung Thil is een belangrijk Tibetaans klooster op 150 km oostelijk van Lhasa in Tibet.

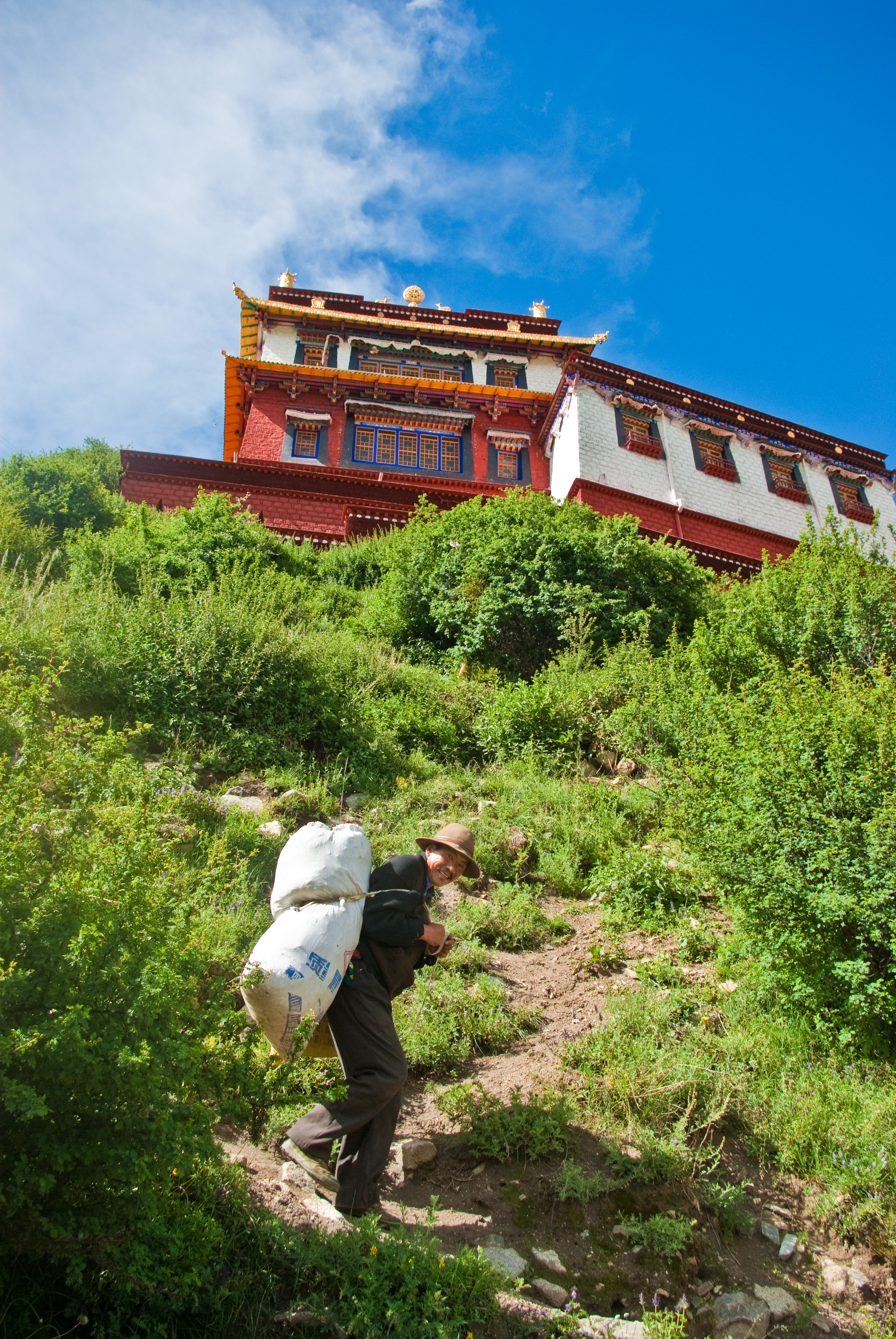
Drigung

Binnen het Tibetaans boeddhisme is het het moederklooster voor de traditie drigung kagyü. Het klooster werd gesticht in 1179 door de oprichter van deze traditie, Kyobpa Rinpoche (1143-1217). Drigung Kagyü legt de nadruk op tantrische meditatie en uitoefening van phowa.
Tijdens de Culturele Revolutie (1966-1976) werd het klooster vernield en vanaf 1980 werd het gerestaureerd.